# 泡とベルベーヌ
「泡とベルベーヌ」（あわとベルベーヌ）は、伊藤美来の楽曲。伊藤のデビューシングルとして2016年10月12日に日本コロムビアより発売。表題曲はテレビ東京の情報番組『アニメマシテ』エンディング主題歌として使用された。

## 背景・制作
2016年5月28日に新宿ReNYで開催されたイベント「伊藤美来ファンミーティング 〜緊急会議 私達○○で応援します!〜」で日本コロムビアよりソロデビューすることが発表された伊藤美来の1stシングルで、伊藤美来の20歳の誕生日に合わせて発売された。また、伊藤はソロとしての活動の以前よりStylipSやPyxisとしても活動している。
20歳の誕生日の発売ということもあり、「大人の階段を登っている伊藤美来」を表現する曲にしようということで、コンセプトは「10代のもどかしさや大人への憧れ、少女と大人の境目である19歳だからこそ歌える曲に“伊藤美来らしさ”を足したもの」となっている。
レコーディングでは「伊藤美来で歌うならどうするか」と『自分らしさ』が分からず、キャラクターやユニットで歌うときとの違いに悩んだという。するとディレクターに「飾らず自然体で、音楽にのせて歌うのではなくて、音楽の方を自分の歌で引っ張っていくイメージで」と言ってもらい、歌詞中から自分が共感できる部分を見つけ、表現の仕方などを長い時間かけて作り本番では迷いなく歌えた。

## 音楽性

### 泡とベルベーヌ
爽やかなポップチェーンの曲調となっており、歌詞はストレートな恋の物語を表現し、全体として一昔前のアイドルソングのような雰囲気の楽曲となっている。伊藤はキャッチーで覚えやすいメロディーなので歌いやすかったと言っている。
歌詞では20歳くらいの女の子が感じているような繊細な恋心を表現しており、大人に憧れる気持ちとまだ10代の子供っぽいところとがバランスよく描かれている。恋する女の子のあるあるがとても多く、伊藤は多くの場面でシンパシーを感じられたという。

### カップリング曲
Morning Coffee
表題曲の泡とベルベーヌとは違い、あまり飾らないストレートな応援歌となっている。全体的に大人を夢見る10代の女の子特有の気持ち、大人に憧れているもどかしさや、悩みを表現した歌詞となっている。レコーディングでは、前向きで元気なメロディーと勇気づけられる歌詞、特に2番の「こだわりだって大事だよね 信じていれば 魅力になる いつか」の歌詞に背中を押されながら楽しく歌うことが出来たと伊藤は語っている。

七色Cookie
通常盤にのみ収録されている楽曲。
「20歳の伊藤美来」をイメージした曲となっており、おしゃれに憧れる女の子の飾らない素直な気持ちを表現している。跳ねるような曲調とかわいらしさを表した歌詞が特徴で、レコーディングではキャラクターではなく「伊藤美来」としてかわいらしさを表現するのが難しかったと語っている。

## ミュージックビデオ
限定盤には表題曲泡とベルベーヌのミュージックビデオとそのメイキング映像が収録されている。
ミュージックビデオの撮影は神奈川県の三浦半島で行われた。撮影日は台風接近の影響で雨の予報であったが、運よく屋外での撮影の時間には雨が降らず強風ではあったが予定通りに撮影を進めることが出来た。撮影スタッフは伊藤が所属している声優ユニット、StylipSやPyxisのミュージックビデオ撮影スタッフと同じだったため、スムーズに和気あいあいと撮影することが出来たと伊藤は語っている。また、印象に残ったシーンとして自転車に乗って撮影用の車両と並走する場面を挙げている。

## シングル収録内容

### 通常盤
| #         | タイトル                           | 作詞         | 作曲・編曲 | 時間  |
| --------- | ---------------------------------- | ------------ | ---------- | ----- |
| 1.        | 「泡とベルベーヌ」                 | 只野菜摘     | 持田裕輔   | 4:11  |
| 2.        | 「Morning Coffee」                 | ミズノゲンキ | 睦月周平   | 4:15  |
| 3.        | 「七色Cookie」                     | ミズノゲンキ | 睦月周平   | 4:06  |
| 4.        | 「泡とベルベーヌ」(off vocal ver.) |              |            | 4:10  |
| 5.        | 「Morning Coffee」(off vocal ver.) |              |            | 4:15  |
| 6.        | 「七色Cookie」(off vocal ver.)     |              |            | 4:05  |
| 合計時間: | 合計時間:                          | 合計時間:    | 合計時間:  | 25:02 |

### 限定盤
| #         | タイトル                           | 作詞  | 作曲・編曲 | 時間 |
| --------- | ---------------------------------- | ----- | ---------- | ---- |
| 1.        | 「泡とベルベーヌ」                 |       |            | 4:11 |
| 2.        | 「Morning Coffee」                 |       |            | 4:14 |
| 3.        | 「泡とベルベーヌ」(off vocal ver.) |       |            | 4:10 |
| 4.        | 「Morning Coffee」(off vocal ver.) |       |            | 4:13 |
| 合計時間: | 合計時間:                          | 16:48 |            |      |